# Fatuma Roba
Fatuma Roba, född den 18 december 1973, är en etiopisk före detta friidrottare som tävlade i långdistanslöpning.
Robas främsta merit är att hon vann guld vid Olympiska sommarspelen 1996 i Atlanta i maraton. Hon blev även fyra vid VM 1999 och slutade på nionde plats vid Olympiska sommarspelen 2000 i Sydney. Vidare blev hon trettonde vid VM 2001 och slutade på nittonde plats vid VM 1995.
Förutom meriterna från VM så vann hon maratontävlingen i Boston tre gånger (1997-1999) och tävlingen i Rom 1996.

## Personliga rekord
- Maraton - 2:23.21